# Giegengrün

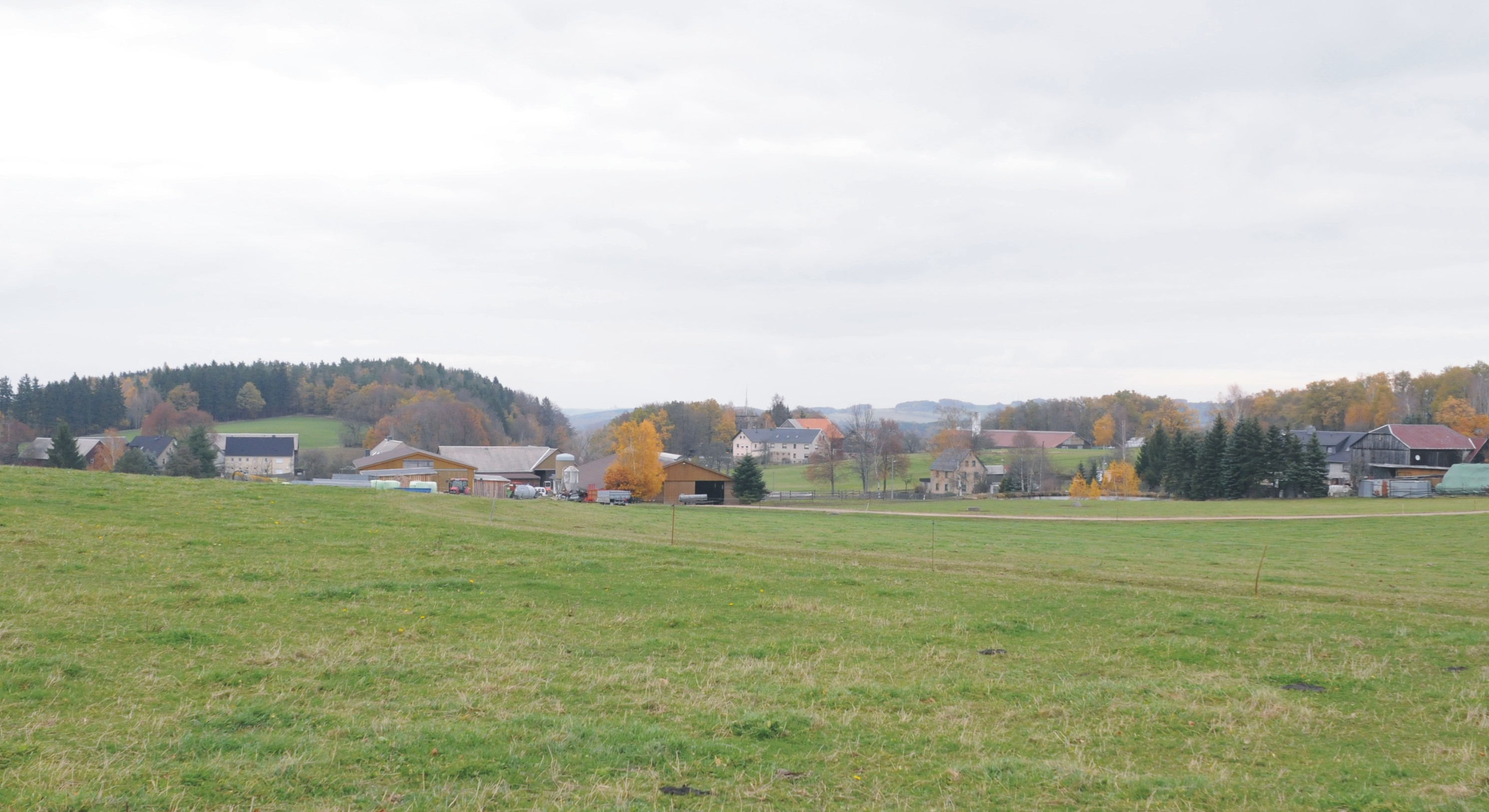
Oberdorf von Giegengrün, 2011

Giegengrün ist ein Ortsteil der Gemeinde Hartmannsdorf bei Kirchberg im sächsischen Landkreis Zwickau. Im Ort leben etwa 100 Einwohner.

## Geographische Lage

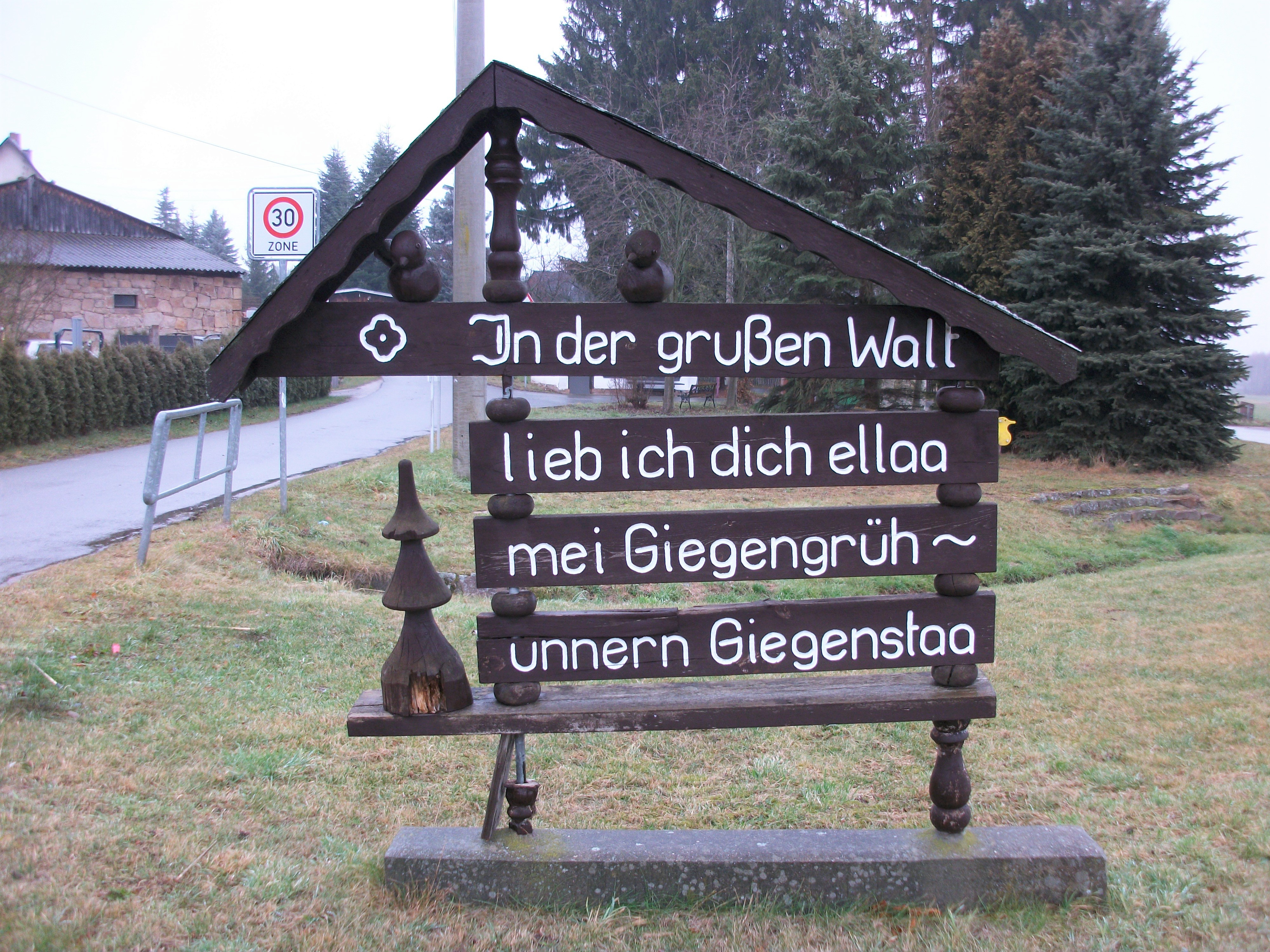
Giegengrün, Heimattafel

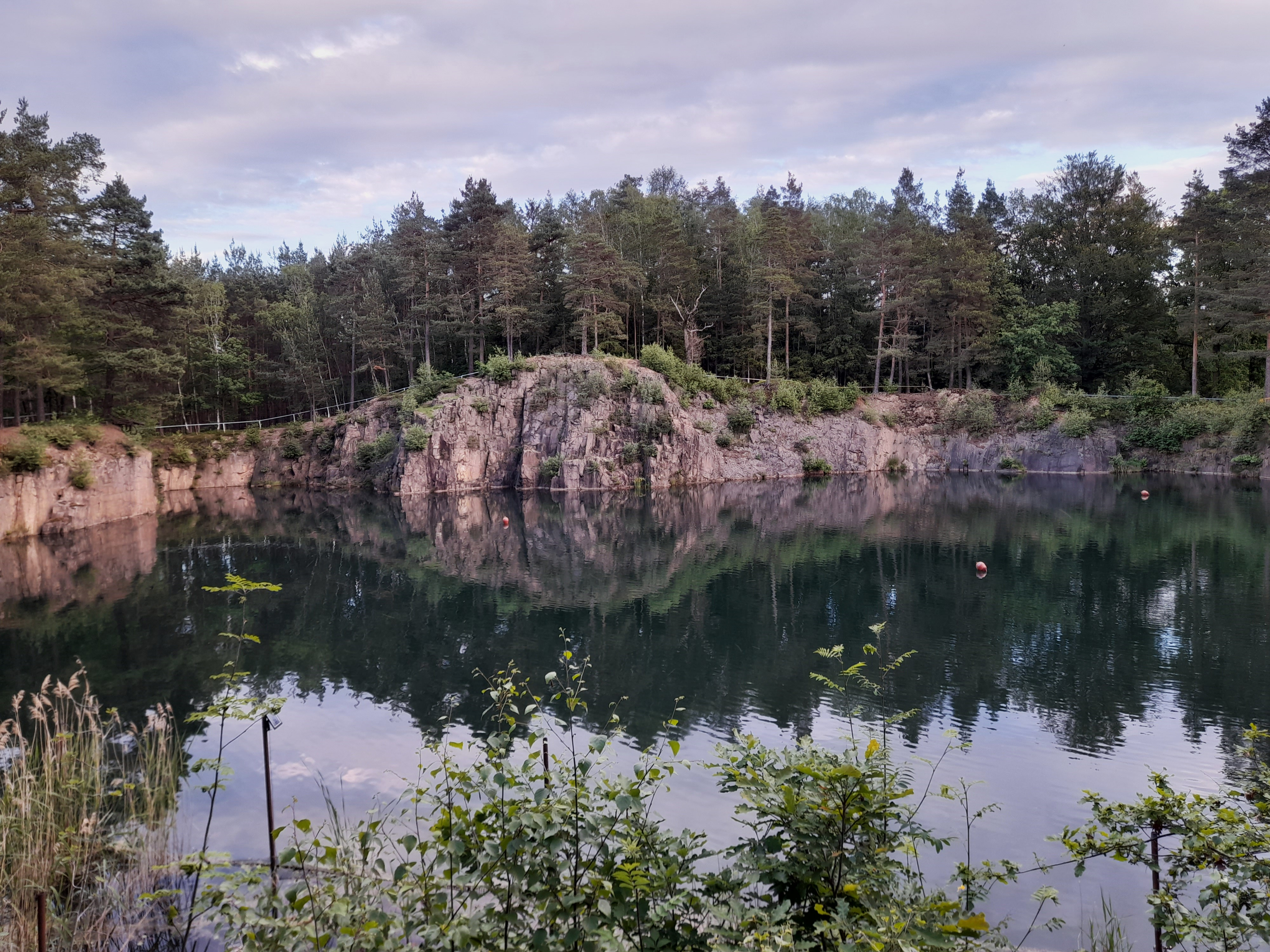
Steinbruch Giegenstein

Giegengrün liegt südlich der Stadt Kirchberg im Kirchberger Granitgebiet am Nordwestrand des Erzgebirges. Durch den Ort führen Verbindungsstraßen nach Bärenwalde und Obercrinitz. Charakteristisch für den Ort sind 24 Teiche auf der Dorfflur. In der Nähe des Ortes befindet sich der 507 m hohe Giegenstein, welcher bis 1920 als Steinbruch genutzt wurde. Heute ist das Abbauareal mit Wasser gefüllt und wird sportlich genutzt.

## Geschichte
Giegengrün gehörte 1606 zum Amt Zwickau und ab 1764 zum Amt Wiesenburg, welches im Jahre 1843 in „Amt Kirchberg“ umbenannt wurde. 1856 kam der Ort zum Gerichtsamt Kirchberg und gehörte seit 1875 zur Amtshauptmannschaft Zwickau, deren Nachfolger der Landkreis Zwickau war. 1972 wurde Giegengrün nach Leutersbach eingemeindet. Nach dessen Eingemeindung nach Kirchberg im Jahre 1996 kam Giegengrün nach Hartmannsdorf.

## Ortsname
Alte Schreibweisen des Ortes sind Giedengrün, Jüdengrün oder Eichengrün.

## Religionen
Kirchlich gehört Giegengrün zur ev.-luth. Kirchgemeinde in Hartmannsdorf bei Kirchberg.

## Kultur und Sehenswürdigkeiten

### Bauwerke

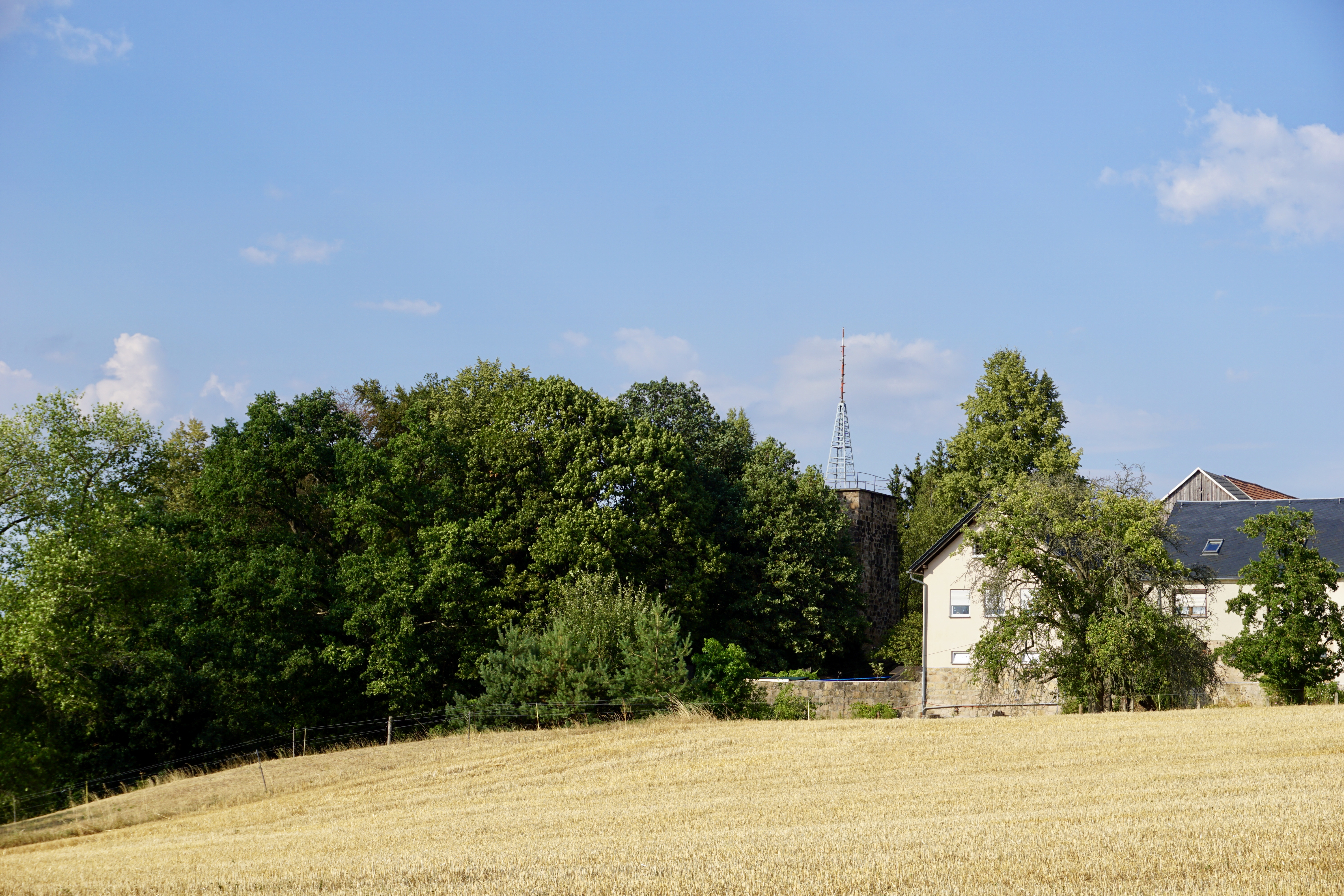
Bauernhof mit Turmholländer in Giegengrün

Im Ort steht eine in der Region seltene ehemalige Windmühle in Form eines Turmholländers, die technisch und baugeschichtlich von Bedeutung ist.

### Freizeit und Sport
In Giegengrün sind mehrere Vereine aktiv:
- Der Tauchclub Flipper Westsachsen e. V. betreibt am Giegenstein ein Tauchsportzentrum
- Reit- und Fahrverein Giegengrün e. V.

### Tourismus
Regional sind der Gasthof Giegengrün mit dem Giegengrüner Heimateck sowie die Landgaststätte zum Reiterhof und die Waldpension Giegengrün sehr bekannt.